# Conor Bradley
Conor Bradley, född 9 juli 2003 i Castlederg, är en nordirländsk fotbollsspelare (försvarare) som spelar för Liverpool i Premier League. Han spelar även för Nordirlands landslag.

## Klubbkarriär
Den 28 juli 2020 skrev Bradley på sitt första professionella kontrakt med Liverpool. Bradley debuterade för Liverpool i engelska ligacupen den 21 september 2021 i en 3–0-vinst över Norwich City.
Den 21 juni 2022 lånades Bradley ut till League One-klubben Bolton Wanderers på ett säsongslån.
Bradley debuterade i Premier League den 21 januari 2024 i en 4–0-vinst över Bournemouth.

## Landslagskarriär
Bradley debuterade för Nordirlands landslag den 30 maj 2021 i en 3–0-vinst över Malta, där han blev inbytt i den 86:e minuten mot Stuart Dallas.

## Övrigt
I sin ungdom spelade Bradley även gaelisk fotboll för den lokala klubben Aghayarn GFC, där han visade stor talang.